# Gemeentebelangen (Heuvelland)
Gemeentebelangen is een lokale politieke partij die opkomt in de gemeente Heuvelland in de Belgische provincie West-Vlaanderen.  
De huidige burgemeester Wieland De Meyer is lid van gemeentebelangen. 
Bij de verkiezingen van 2006 was de lijst een samengaan van Open VLD, Groen!, N-VA en SP.a. In aanloop naar de verkiezingen van 2012 heroriënteerde Gemeentebelangen Heuvelland zich en vormde een lokale lijst, los van nationale politieke partijen. De partij won deze verkiezingen en vormde een coalitie met N-VA. Van 2013 tot 2018 bestuurden ze samen de gemeente met Marc Lewyllie als burgemeester. 
Ook in 2018 trok Gemeentebelangen Heuvelland als onafhankelijke lokale lijst naar de verkiezingen. De partij behaalde met 12 van de 19 zetels een absolute meerderheid en bestuurt sinds 2019 de gemeente alleen.
Burgemeester Marc Lewyllie werd op 1 januari 2021 opgevolgd door partijgenoot Wieland De Meyer.
In 2024 behaalde Gemeentebelangen opnieuw een absolute meerderheid van 10 op 19 zetels bij de verkiezingen van 13 oktober 2024. 